# Rishi Sunak
Rishi Sunak (n. 12 mai 1980, Southampton, Anglia, Regatul Unit) este un politician britanic care a deținut funcția de prim-ministru al Regatului Unit între 25 octombrie 2022 și 5 iulie 2024. De asemenea, a fost Ministru de Finanțe din 13 februarie 2020 până la 5 iulie 2022. Pe 24 octombrie 2022 a devenit liderul Partidului Conservator.

## Legături externe
Materiale media legate de Rishi Sunak la Wikimedia Commons